# Erasmus I. von Starhemberg
Erasmus I. Herr von Starhemberg (* 1503; † 8. September 1560) war ein österreichischer Adeliger im Herrenstand. Er war Herr auf Riedegg im Mühlviertel, Lobenstein, Wolfsthal im Bezirk Bruck an der Leitha in Niederösterreich und Rappottenstein im Bezirk Zwettl im Waldviertel, im Nordwesten Niederösterreichs, kaiserlicher Rat und Oberstmundschenk, Herrenstandsverordneter und Landesausschuß in Österreich ob der Enns. In Augsburg erhielt er am 23. Juli 1559 die Genehmigung, sein Wappen mit dem der Grafen von Schaunberg zu vereinigen.

## Familie
Erasmus von Starhemberg war ein Sohn von Bartholomäus von Starhemberg (1459–1531) und der Magdalene Herrin von Losenstein († 1523), die eine Tochter des Wilhelm von Losenstein auf Gabelkoven, Innung, Losensteinleiten und Schallaburg, kaiserlicher Rat und Regent des Regiments der niederösterreichischen Lande, Pfleger zu Ulmerfeld, Katastralgemeinde der Bezirkshauptstadt Amstetten in Niederösterreich († 1506) und der Barbara aus dem bayerischen Adelsgeschlecht von Parsberg war.
Erasmus war zweimal verheiratet. Seine erste Frau war 1530 Anna Gräfin von Schaunberg (1513–1551), die Erbtochter von Georg Reichsgraf zu Schaunberg (im (Erz-)Herzogtum Österreich ob der Enns im Hausruckviertel, wo die Stammburg, die heutige Ruine Schaunburg in Hartkirchen steht) auf Eferding, Stauf, Mistelbach, Peuerbach und Erlach und der Genoveva Reichsgräfin von Arco, die aus einem alten und edelfreien Adelsgeschlecht aus dem Fürstbistum Trient im heutigen Trentino-Südtirol stammt. Über Anna kam nach langen Erbschaftsstreitigkeiten der Großteil des Schaunbergschen Erbes an die Starhemberger. Das Paar hatte unter anderem folgende Kinder:
- Georg (* 1531; † 10. Juli 1554)
- Bartholomäus († 1532)
- Maria Salome (* 1533; † 1551)
- Rüdiger (* 10. Dezember 1534 in Eferding; † 5. Dezember  1582 in Schönbühel an der Donau)

Eine zweite Ehe ging er 30. Juli 1553 mit Regina von Polheim (* 30. Jänner 1522, † 8. Oktober 1572) ein, die eine Tochter des Siegmund Ludwig zu Polheim auf Parz und der Anna von Eckartsau auf Bockfliess war, hatte jedoch mit ihr keine Kinder.